# 白山薮古墳
白山薮古墳（はくさんやぶこふん）は、愛知県名古屋市北区にあった古墳である。

## 概要
味鋺古墳群のひとつで「オハクサヤブ」と呼ばれた薮の中にあった。1950年（昭和25年）に開発に伴う土取りが行なわれた際に主体部が見つかり、同年9月に南山大学人類学研究所による発掘調査が行なわれた。調査後、宅地化のために滅失したが位置的には名古屋市立味鋺保育園がある付近となる。

## 規模と構造
発掘時には墳径20メートル・墳高4メートルの円墳とされたが、調査当時には道路をはさんだ西側にも塚状の土が残っており、これを前方部とする墳長40メートル以上の前方後円墳であったとの説もあって、墳長45メートル・後円部径20メートルのほか、墳長48メートル・後円部径29メートル・前方部幅24メートルを想定している説もある。
主軸を西方向に置いた主体部は割竹形木棺を粘土で包んだ粘土槨で、槨の上面はベンガラを含んだ赤色の粘土層で覆われていた。木棺の両端は粘土を煉瓦状に焼いた「セン」（塼、土偏に専）と呼ばれるものを積み重ねて塞いでおり、同様の例は無いと言う。また、木棺の北側に「セン」を使った副葬品室を設けるなど特徴的なもので、多数の鉄製品が出土した。

## 出土品[1]

### 木棺
- 銅鏡 - 3（三角縁神獣鏡1面を含む）
- 玉類

## 副葬品室
- 斧頭 - 2
- 鉾 - 1
- 剣 - 16
- 大刀 - 3
- 鉄鏃 -10

※ また、粘土槨の下の礫床から須恵器片が検出されている。

## その他
味鋺神社は白山薮古墳から出土したと伝わる銅鏡を神宝として所有している。